# パラチン
パラチン（セルビア語: Paraćin/Параћин,発音: [pâratɕin])は、セルビアの町およびそれを中心とした基礎自治体である。大モラヴァ川流域に位置し、北側はクルシェヴァツ、南側はクラグイェヴァツである。2011年現在の基礎自治体の人口は24,573人で、小規模なダヴィドヴァツ飛行場が知られている。

## 歴史
紀元前8世紀のバサラビ陶器が発見され、鶏が表現されている。ローマ要塞のモミチロヴ・グラードで多くのビザンティン皇帝ユスティニアヌス1世のコインが鋳造された。

## ゆかりの人物
- アナ・ニコリッチ - 歌手
- ボージャン・クルキッチ - サッカー選手

## 姉妹都市
- エレフェリオ・コルデリオ（英語版）, ギリシャ
- ペルディカ（英語版）, ギリシャ
- ムルスカ・ソボタ, スロベニア
- ヤブラニツァ（英語版）, ボスニア・ヘルツェゴビナ